# FormPro
FormPro ist eine kommerzielle Windows-Software zum Scannen und zur automatischen Auswertung von Formularen, Fragebögen und strukturierten Dokumenten. FormPro wurde von der deutschen Firma OCR Systeme entwickelt und erschien erstmals 1998. Es enthält Texterkennungstechnologien von Nuance (OmniPage) und reRecognition (KADMOS).
Der Arbeitsablauf von FormPro gliedert sich in die Phasen Einrichtung, Auswertung, Überprüfung und Export. Die Einrichtung wird mit einem speziellen Designer vorgenommen und muss für jedes Formular-Layout nur einmal durchgeführt werden. Dabei wird ein leeres Formular eingescannt, auf dem die Lesefelder definiert und mit Spalten einer Datenbanktabelle oder Textdatei verknüpft werden. Die Lesefelder können gedruckten Text, handgeschriebene Zahlen, Ankreuzungen oder Strichcodes enthalten. Bei der Auswertung können ausgefüllte Formulare stapelweise eingescannt oder aus Bilddateien importiert werden. Dabei können unterschiedliche Formulare gemischt in einem Stapel gescannt und automatisch zugeordnet werden. Schräglagen und Verzerrungen der Seiten werden automatisch durch einen Abgleich mit dem Leerformular ausgeglichen.
Bei der Überprüfung werden Lesefehler oder unplausible Werte vom Anwender durch einen Abgleich mit den entsprechenden Bildausschnitten korrigiert. Anschließend erfolgt der Export der Daten in die mit dem Formular verknüpfte Datenbanktabelle oder Textdatei. Einrichtung, Auswertung und Überprüfung / Export können an verschiedenen Arbeitsplätzen, zeitlich getrennt voneinander durchgeführt werden.
FormPro funktioniert mit allen im Handel erhältlichen Dokumentenscannern, da es die beiden meistverbreiteten Treiber-Standards (TWAIN und ISIS) unterstützt. Als Alternative ermöglicht es den Import von Bilddateien in allen gängigen Formaten und Farbtiefen und auch die automatische Überwachung eines Verzeichnisses auf neu angelegte Bilddateien. Die gescannten oder importierten Formulare können ebenfalls in vielen verschiedenen Formaten gespeichert werden.
Die aktuelle Version FormPro 3.1 erschien 2020, ist unter Windows 11 und Windows 10 lauffähig und ermöglicht den Import und Export von PDF-Dateien. Erstmals sind Einrichtung und Auswertung in einer gemeinsamen Programmoberfläche vereint. Zur Verwendung eigener Plausibilitätsprüfungen und zur Ausgabe in speziellen Datenformaten bietet FormPro eine Programmierschnittstelle.
Einsatzmöglichkeiten für FormPro ergeben sich überall dort, wo eine größere Menge (>100) von Formularen oder Fragebögen mit möglichst geringem Aufwand erfasst werden soll. Typische Anwendungen sind zum Beispiel Umfragen, Stundenzettel in der Produktion, Überweisungsscheine und Rezepte oder Prüfungen in Form von Multiple Choice Tests. Zu den häufigsten Anwendern gehören Universitäten, Umfrageinstitute, Ärzte und Apothekenrechenzentren.